# Soweto String Quartet

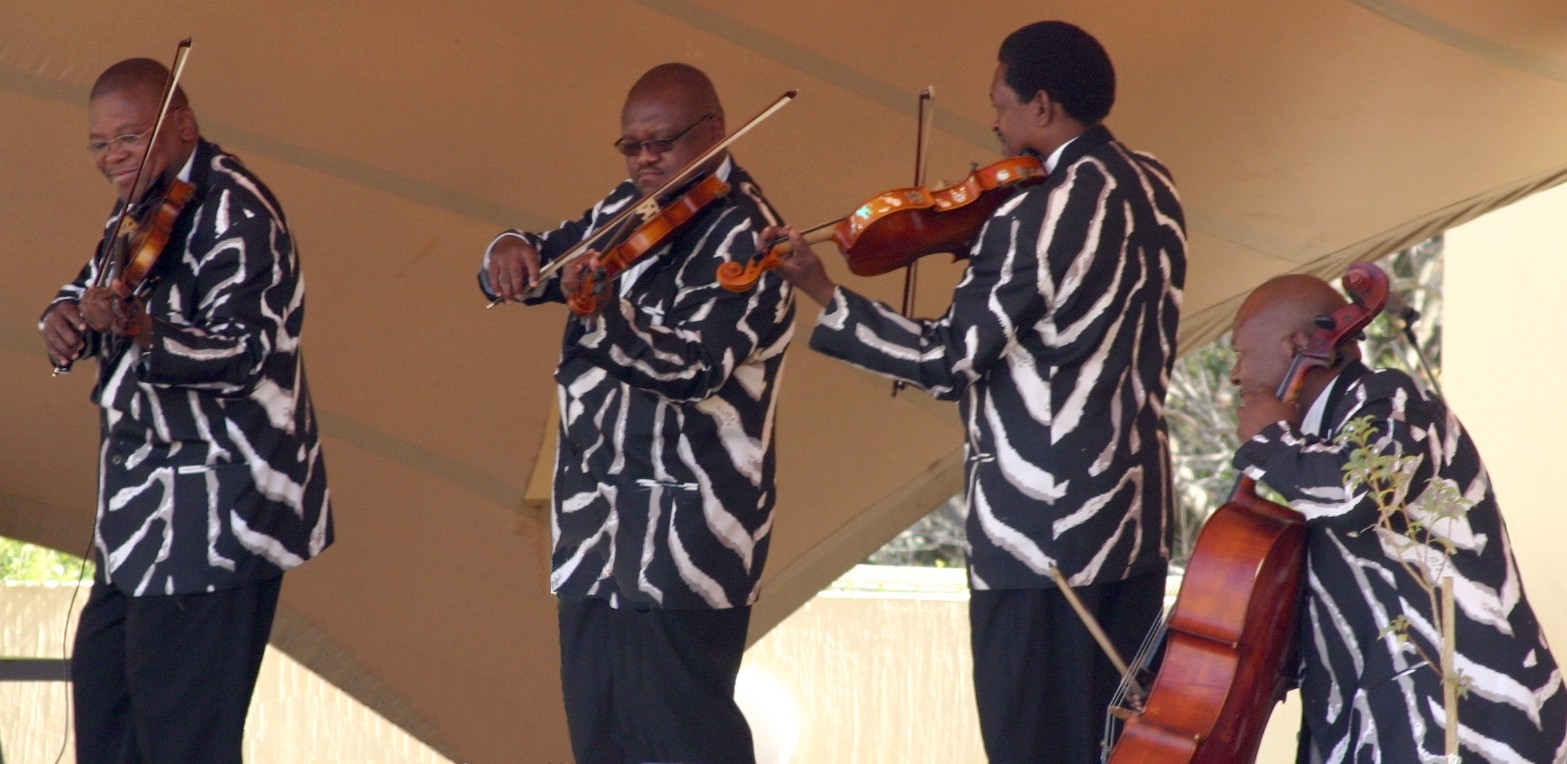
Das Soweto String Quartet im Ruimsig Botanical Garden in Johannesburg.

Das Soweto String Quartet ist ein Streichquartett aus dem Township Soweto bei Johannesburg (Südafrika). Die Gruppe verbindet klassische europäische Musik, afrikanische Stile und Intonationen sowie westliche Popmusik.
Die drei Brüder Reuben Khemese (Violoncello), Sandile Khemese (erste Geige) und Thami Khemese (zweite Geige) sowie Makhosini Mnguni (Bratsche) gründeten die Gruppe 1989. Bereits der Vater der drei Brüder war Dirigent, die Mutter Chorsängerin gewesen. Sandile studierte am britischen Dartington College of Arts und am Royal North College of Music in Manchester, bevor er 1986 nach Südafrika zurückkehrte und für drei Jahre an einer Musikschule in Madima unterrichtete, die sich auf traditionelle afrikanische Musik spezialisiert hatte. Sandile und Reuben Khemese waren auch Mitglieder im Soweto Symphony Orchestra.
Ein erster großer Erfolg gelang ihnen während eines neunmonatigen Engagements in Sun City, wo Grahame Beggs sie entdeckte und einen Vertrag für die Bertelsmann Music Group unterzeichnete. 1994 erschien das Debütalbum Zebra Crossing und erhielt eine Goldene Schallplatte. Im gleichen Jahr spielte die Gruppe bei der Vereidigung von Nelson Mandela als Präsident Südafrikas und wurde auch zu anderen Anlässen von ihm eingeladen. Bald nach Erscheinen der ersten CD tourte das Quartett mit großem Erfolg durch die USA, Asien und Europa.

## Diskografie
- Zebra Crossing (1994)
- Millenia
- Our World
- Renaissance
- Four
- Rhythms of Africa